# Кімерійці

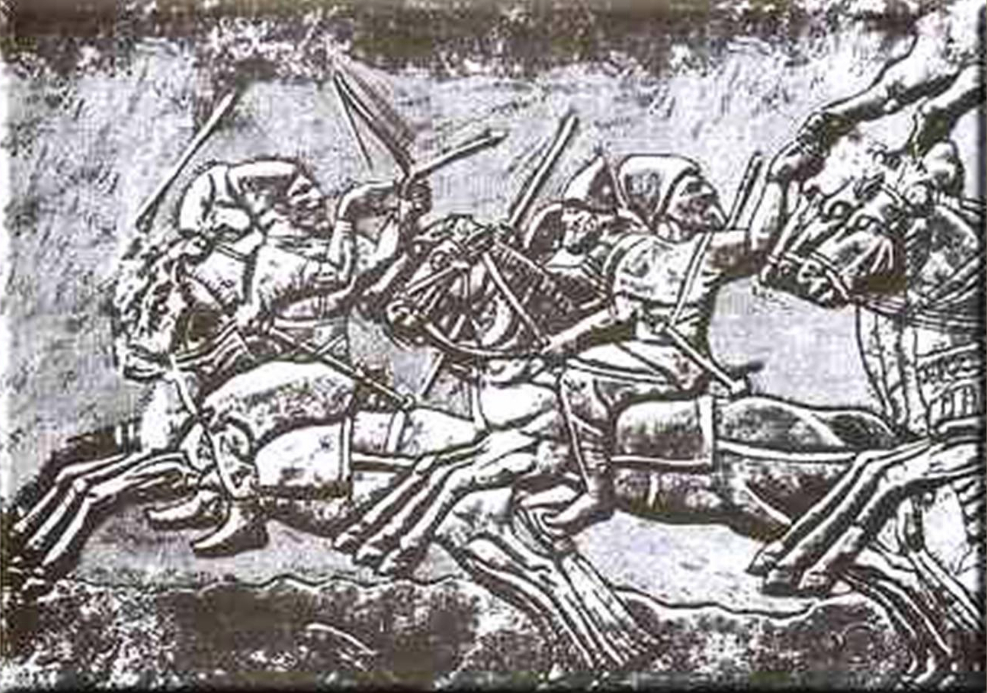
Нимрудський рельєф із зображенням кімерійських воїнів

Кімері́йці, також Кіммерійці (грец. Κιμμέριοι, Kimmérioi; лат. Cimmerii, аккад. [Gimirāia], [Gamir(a/āia)]) — загальна назва іраномовних кочових племен, які у IX—VII ст. до н. е. проживали на території Північного Причорномор'я (півдня України). Це найдревніший народ, який проживав на теренах сучасної України, назва якого була задокументована та збереглася до наших часів. Більша частина в VII столітті до н. е. помандрувала через Кавказ до Малої Азії через нашестя скіфів. Менша частина осіла в Північному Причорномор'ї, змінивши кочовий образ життя, і стала відомою як таври, що були причетні до закладання греками колонії Кімерик як південно-західного прикордонного форпосту Боспорського царства (50 км на південь від Керчі). Остаточно кімерійці асимілювалися з місцевими племенами Кримського півострову. Разом з гетами в українській історії становлять власне місцеву археологічну культуру.

## Назва

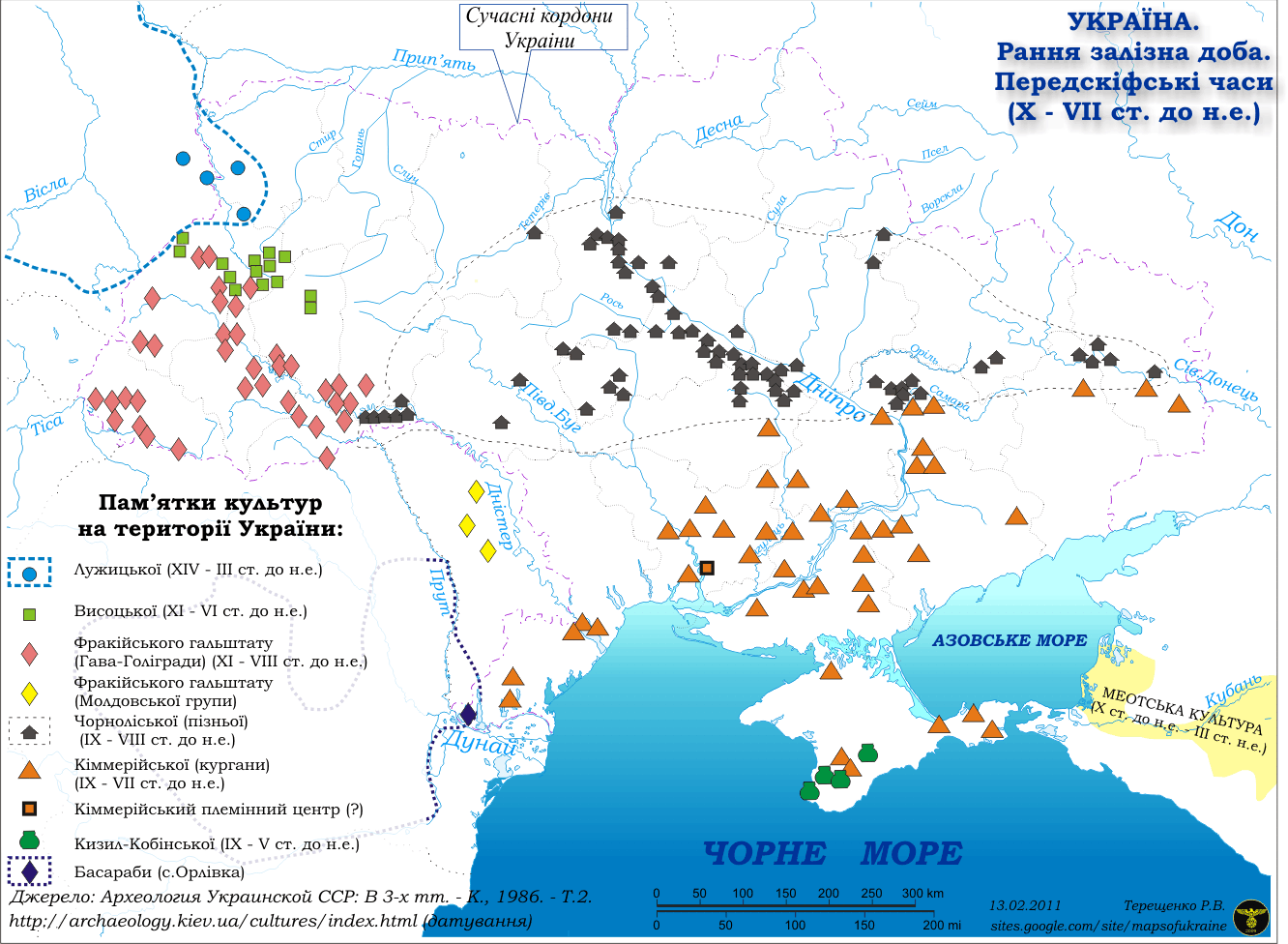

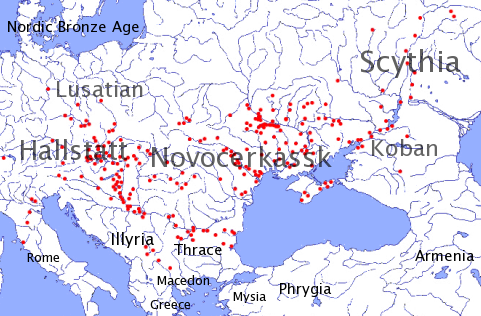

Назва племені кімерійці не є їхньою самоназвою, оскільки ця назва була дана ассирійцями стосовно всіх племен Північного Причорномор'я. Уривок з ассирійських джерел, де Асархаддон говорить про «воїнів ґімірра», дав підставу ототожнювати їх із кімерійцями. Також — кімерійці або кімери, кі́ммери. Давньогрецький поет Гомер називає їх «бідними молокоїдами, найсправедливішим народом на землі»

## Походження
Інформація про походження кімерійців знаходиться в стародавніх Ведах та Іранських клинописах,[джерело?] вважається, що вони були індоєвропейцями. Історики вважають, що мова кімерійців належала до іранської мовної групи.
Деякі литовські дослідники висловлюються про кімерійців, як балтів. Татарські дослідники висловлюються про давньотатарське походження, а саме про походження булгар від них. Це підтверджується записами в античній «Історії ченця Спиридона» й в «Історії Зографа» (Зографський монастир).[джерело?]

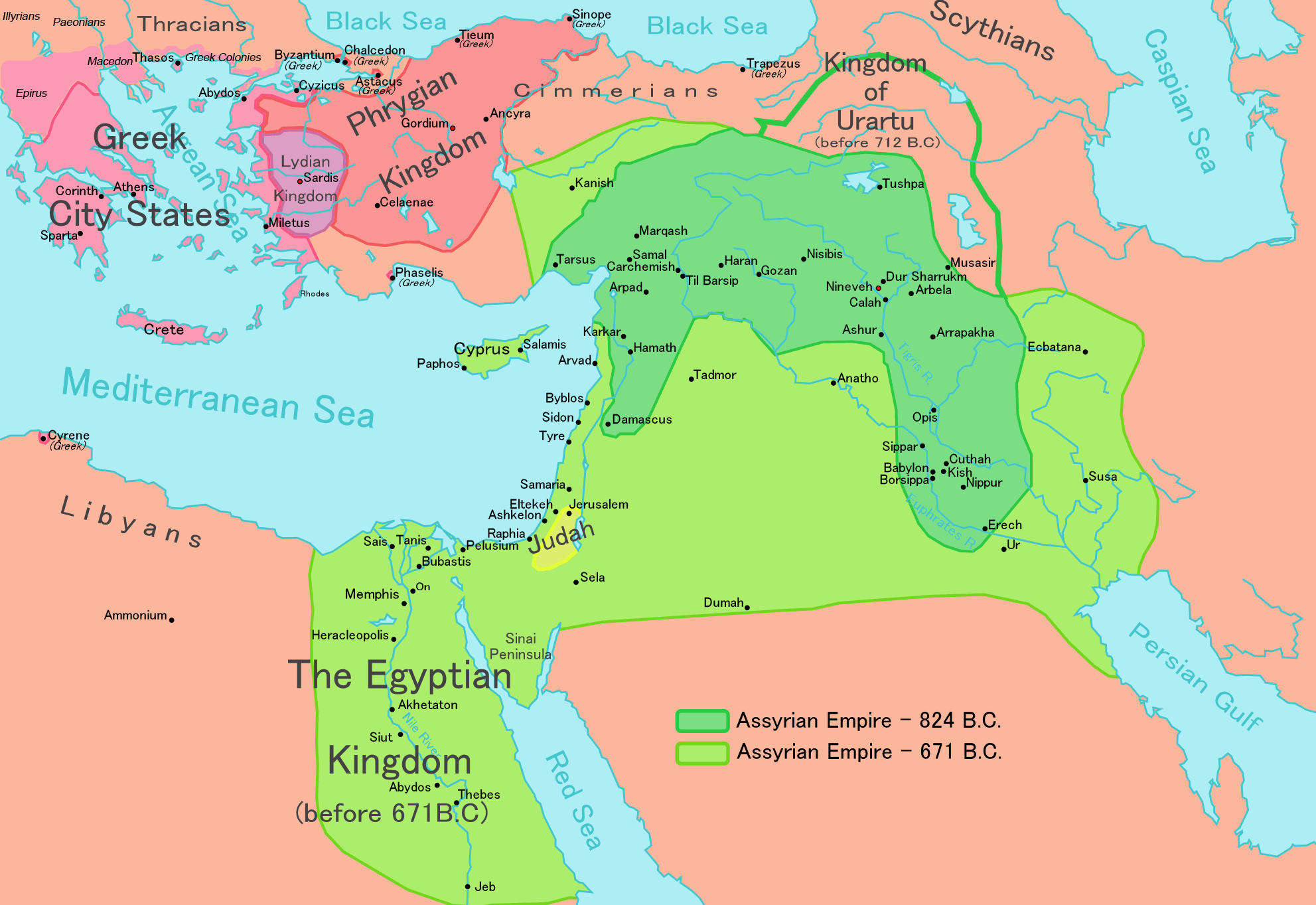
Кімерійці на півночі Анатолії (сучасна Туреччина) між Фригією та Урарту
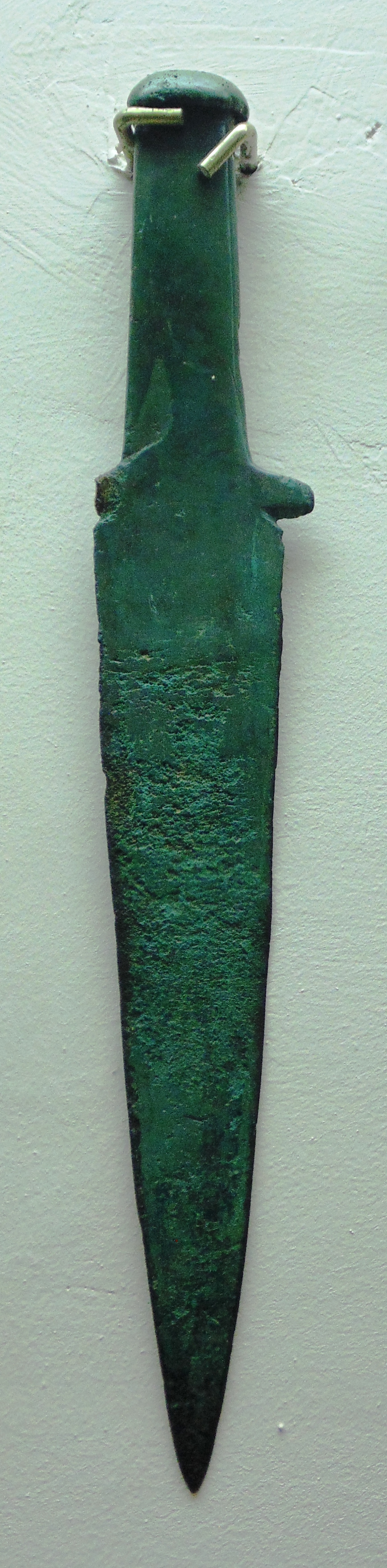
Кімерійський кинджал (Київський археологічний музей)
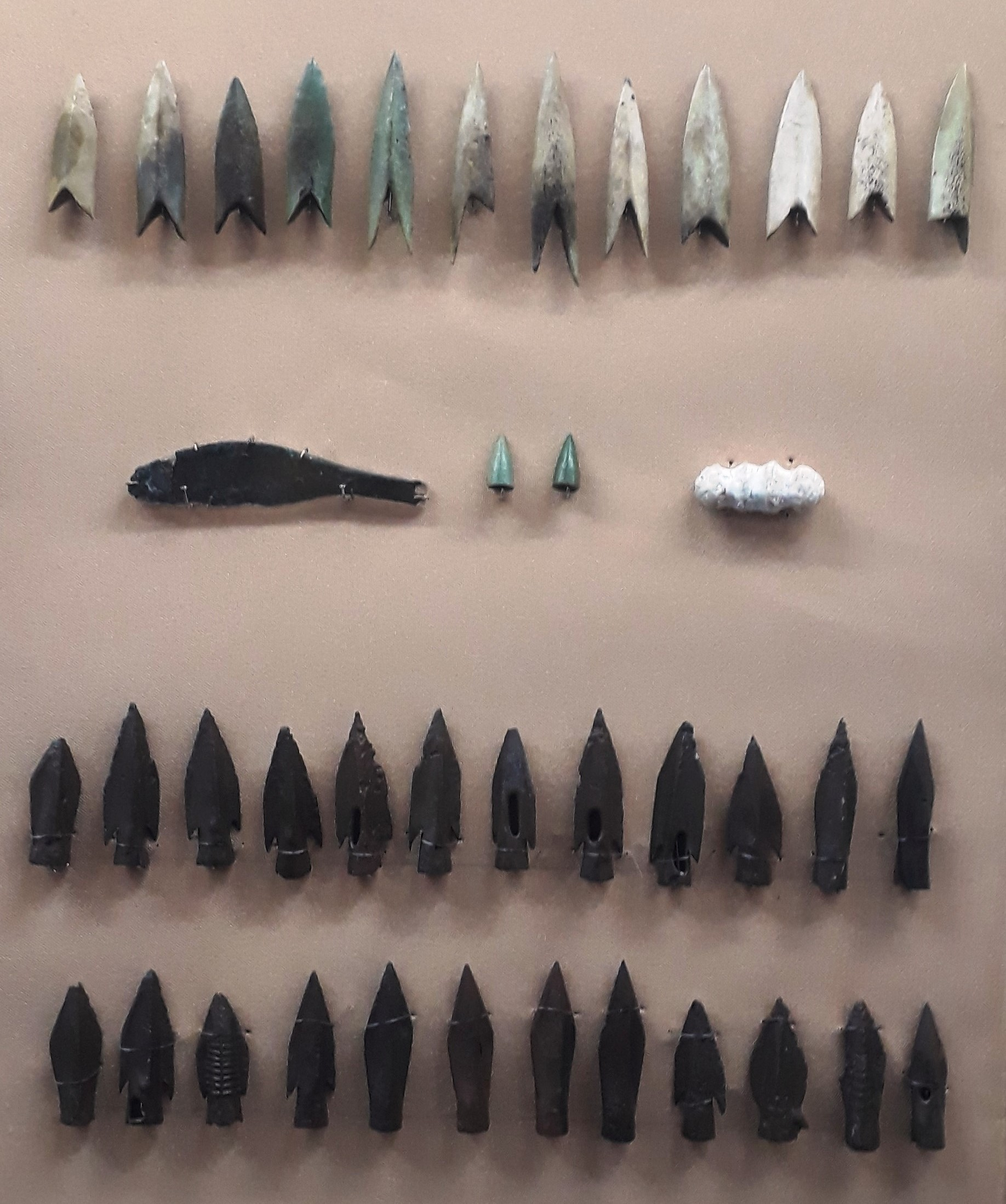
Кістяні та бронзові наконечники кімерійських стріл (Національний музей історії України)
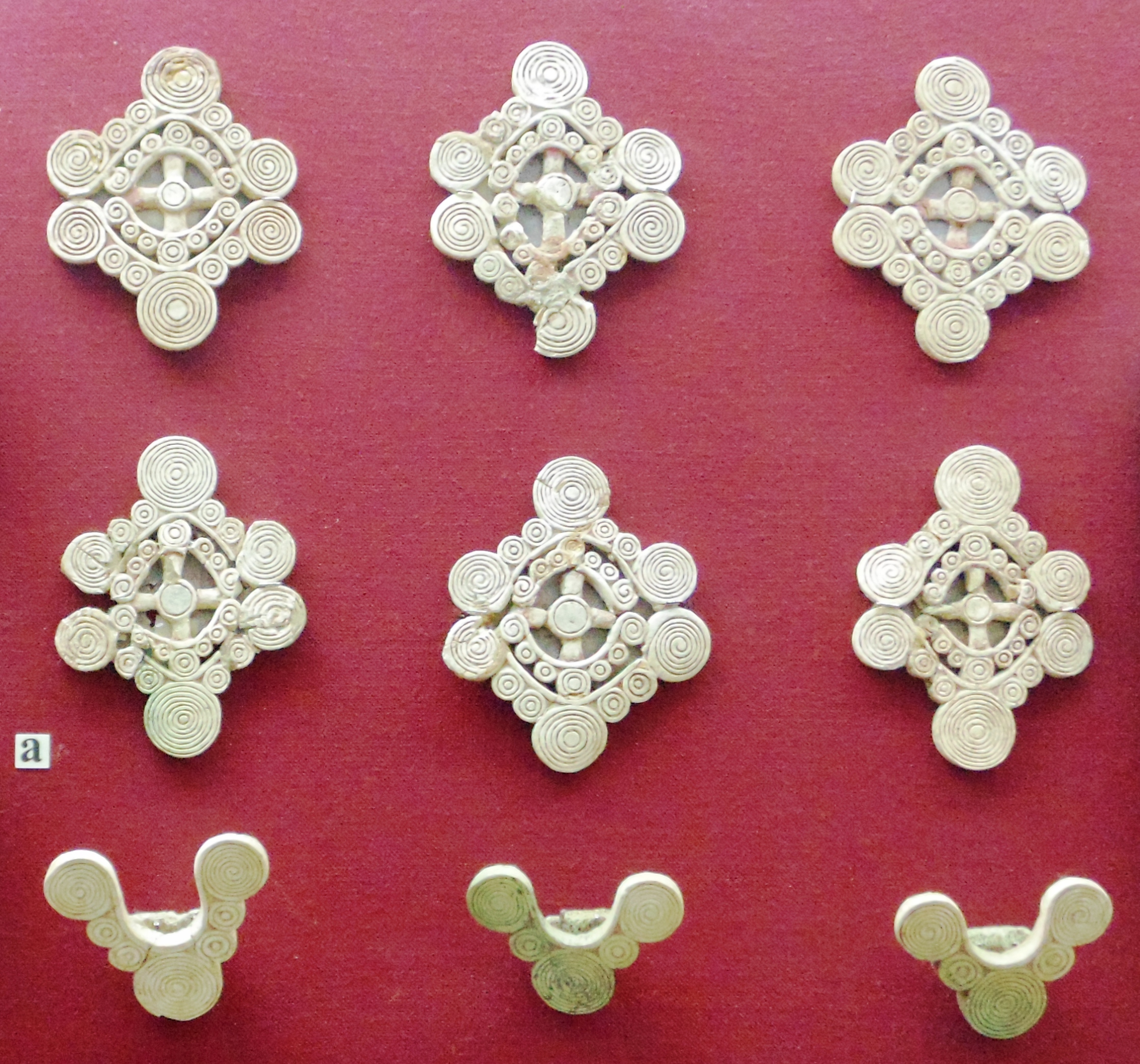
Кімерійські кістяні прикраси (Київський археологічний музей)

## Культура
В археології кімерійців часто ототожнюють з «чорногорівською групою пам'яток», яка заступає білозерську культуру. Особливістю цієї групи є десятки поховань під курганами — з ямами, часто обшитими деревом або ж з дерев'яними перекриттями. Над могилами чорногорівці встановлювали кам'яні стели — прототип майбутніх «степових баб», які символізували чоловіків, озброєних і підперезаних поясами. Небіжчиків-вояків ховали не лише зі зброєю — кинджалами, мечами, стрілами, булавами, а й з кінською збруєю — вудилами та псаліями. Це свідчить, що кінь грав особливу роль в їхньому житті.
Джерела сходяться в тому, що кімерійці були першим відомим в історії «народом вершників». Навички їздити верхи дозволило їм перейти від відгінного скотарства до справжнього кочового господарства. Кімерійці жили в степу, рухаючись разом з чередами в пошуках нових пасовиськ. Мешкали в наметах або на критих возах, які служили їм «рухливими» житлами.
Кімерійців вважають також винахідниками кінноти — перед їхніми вершниками, озброєними мечами та луками, безсилим виявилося навіть вишколене і закуте в панцирі ассирійське військо.
Суперництво як всередині спільноти, так і між племенами — за володіння чередами і контроль над пасовиськами сприяли зростанню войовничості кімерійців та швидкому виокремленню з їхнього середовища ватажків, яких сусіди називали «царями». Відомі імена принаймні трьох з них — Дугдамме, його сина Шандекшатри та Теушпи. Співзвучність принаймні двох із цих імен з іменами перських володарів і дозволяють деяким дослідникам вважати кімерійців іраномовним народом.

### Місто людей кімерійських
На території сучасного Миколаєва близько 1250—925 років до н. е. існувало так зване місто людей кімерійських — стародавнє місто-порт кімерійців (білозерської культури). Це найстаріше місто на території України, що згадується в писемних джерелах.
Місто Кімерія розташоване в історичному центрі сучасного міста Миколаєва, біля місця злиття річок Південний Буг та Інгул. Місто побудоване у формі овалу, витягнутого по осі Пд-С–Пн-З. Площа городища 6—7 га. Приміщення розташовані вздовж річки Інгул в три-чотири ряди, що практично примикають одне до одного, створюючи таким чином єдиний архітектурний комплекс, який розкинувся у формі дуги.
В місті знаходились споруди різного призначення: господарські сховища, ремісничі майстерні (гончарні, металургійні, косторізні), ритуальні будівлі та системи укріплень, також в центральній частині міста існувала незабудована площа для народних зібрань. Споруди міста були побудовані з кам'яних плит, кам'яної кладки, вапняку та глини.
Структурно місто складалося з трьох частин: «цитаделі», «передмістя» та «посаду», розташованого за зовнішнім ровом. Оборонна стіна цитаделі міста мала 2-2,5 м у висоту і 3 м завширшки. Населення міста складало близько однієї тисячі мешканців.
На території «цитаделі» жила еліта. Про це свідчать залишки потужних кам'яних фундаментів і невелика кількість господарських ям. Еліта не «засмічувала» свої будинки сховищами для продуктів і кухнями — їжу готували в «передмісті» й приносили в будинки знаті. У той же час у передмісті господарських ям набагато більше, а кам'яних кладок тут нема. Звідси висновок — тут жили бідніші люди.
На основі знахідок останніх десятьох років учені зробили ще один цікавий висновок: елітою в городищі були не військові вожді, а майстри, які володіли ремісничими навичками і знаннями. Про це свідчать розкопані на території цитаделі майстерні: косторізна, гончарна, ливарна.
Давньогрецький поет Гомер у поемі «Одіссея» писав, що країна і місто кімерійців знаходиться біля входу до потойбічного світу.
«Зайшло сонце, і вкрила темінь усі шляхи, а корабель наш досягнув меж океану. Там народ і місто людей кімерійських».
Геродот засвідчив, що: «…Країна, де тепер живуть скіфи, кажуть, що за давніх часів була кімерійською… Ще й тепер у Скіфії існують кімерійські фортеці, кімерійські переправи, є також і країна, що називається Кімерією, є й так званий Кімерійський Боспор».
В часи свого розквіту місто, як зазначає Горбенко К. В., місто Кімерія існувало як важливий і найпівнічніший чорноморський порт, що поєднував торгові зв'язки кімерійців з греками та ассирійцями. В місто водними шляхами стікалися люди і товари зі всієї Кімерії та інших північних племен.

## Історичні згадки
Реальність цього народу підтверджують і ассирійські клинописні джерела. В 722—715 p. до н. е. вони зафіксували перемогу кімерійців над урартським царем Руссою.

### Грецькі
За грецькими джерелами, вона виглядає трохи інакше. Уже їхня «Одіссея» називає народ, що жив на північних берегах Чорного моря, кімрами. Геродот і Страбон пишуть про велику Кімрійську державу на північних берегах Чорного моря та на обох берегах Керченської протоки із столицею Кімерикон. За Геродотом, племена кімерійців очолювали царі. Однак царських поховань в Українському Причорномор'ї не виявлено. Відомо кілька сотень ваз т. зв. «Керченського» стилю, на яких зображені амазонки, що б'ються з греками. Ці вази походять з VII ст. до н. е. Геродот каже, що в VII столітті до н. е. кімерійців витіснили і частково асимілювали скіфи.
Матеріальна культура, господарство і побут кімерійців відомі головним чином за похованнями, яких нараховується близько сотні. Ведучи кочовий спосіб життя, кімерійці не залишили довготривалих поселень. Над своїми похованнями часто ставили кам'яні стели. Відомі пам'ятки пізнього періоду зрубної культури, що датуються X — початком VIII століття до н. е.
Кімерійці займалися скотарством, певною мірою і землеробством. Панівне становище серед кімерійців посідали кінні воїни. Вони були озброєні луком, кинджалом, мечем, кам'яним або бронзовим молотом. Саме воїнів деякі дослідники вважали кімерійцями часів походів до Малої і Передньої Азії.
Давньогрецький історик Геродот наводить розповідь про те, як кімерійці зустріли нашестя скіфів. Кімерійські царі пропонували битися, проте народ вирішив без бою віддати свою країну скіфам. Тоді царі розділилися й почали битися один з одним, щоб померти на батьківщині й спочити у рідній землі. Така легенда свідчить, що скіфи без особливих зусиль взяли гору над кімерійцями, при цьому частина кімерійців скорилася завойовникам й увійшла до складу скіфського союзу. Решта кімерійців вирушили походом на південь, до країн Закавказзя та Передньої Азії. У кінці VIII сторіччя до Р. Х. кімерійці вже влаштувалися на території нинішньої Західної Грузії, звідки вони здійснювали набіги на царство Урарту. Також Геродот згадує приблизне розташування кімерійців і розповідає про їхні міграції.

### Ассирійські

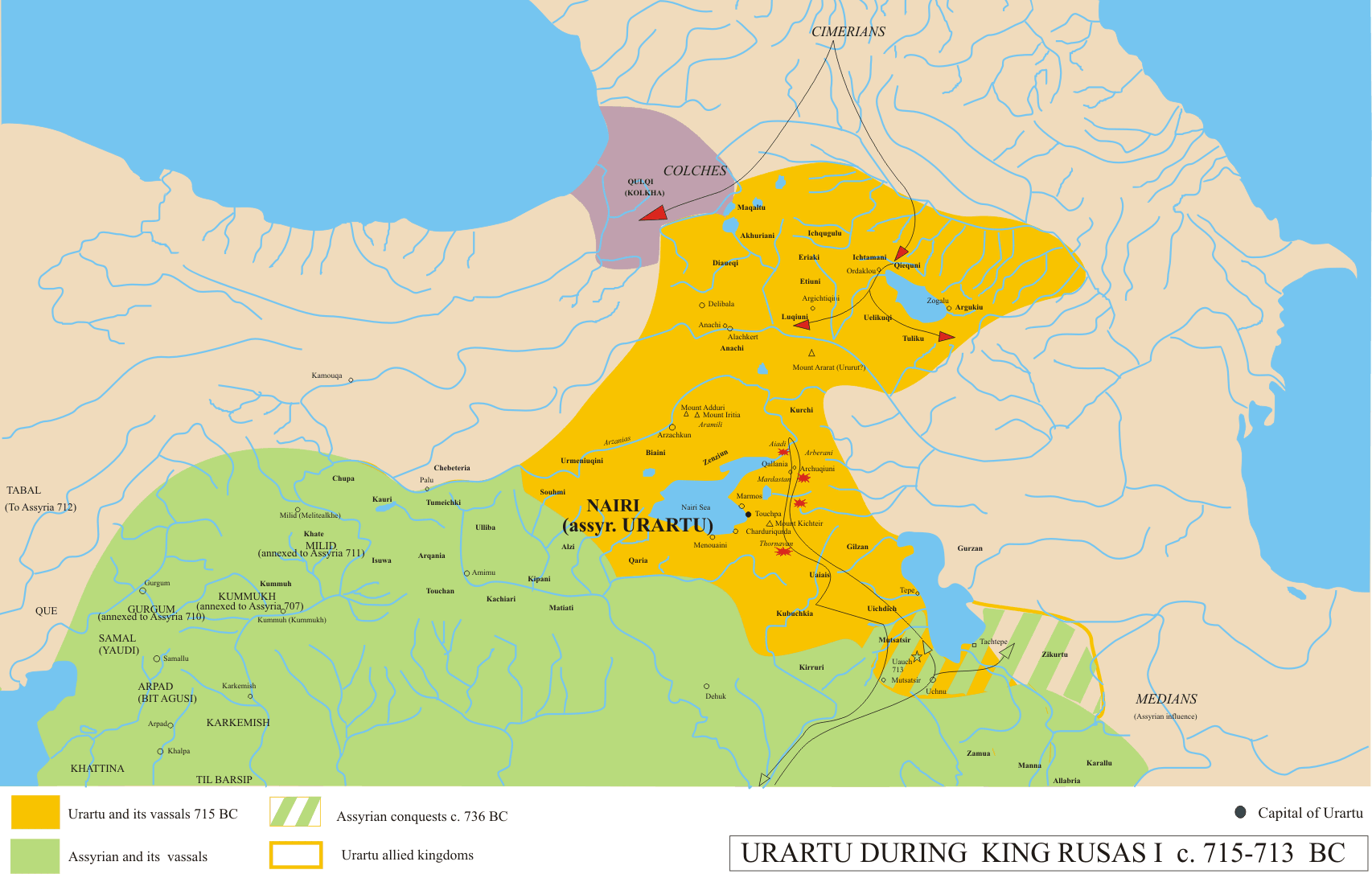
Походи кімерійців на Колхіду і Урарту

Ассирійські документи: пророцтва, писання, хроніки — належать до часів Саргона II, Сенахеріба, Езаргадона та Ашурбаніпала до другої половини VIII ст. та до VII ст. до н. е. Вони говорять нам про бурхливий період в історії двох великих держав у сточищі Євфрату: Урарту та Ассирії. Індоєвропейські племена, що наступали зі сходу та півночі на ті царства, ті джерела називають Gimirrai (кімри) та Ashguzai (скіфи). Кімерійці з'явилися на кордонах Урарту при кінці VIII ст. до н. е. і окупували царство десь по 714 році до н. е. На початку VII ст. до н. е. кімери разом з царем Урарту Русою II (680—645 до н. е.) та іншими індоєвропейськими племенами почали наступати на Ассирію. Відомо про перебування кімерійців в Урарту, про їхні війни проти Ассирії, завоювання більшої частини Лідії, вторгнення до Каппадокії, Фригії, Пафлагонії. Цей натиск, мабуть, був спричинений натиском скіфів, які посувалися на схід до Урарту. Ассирійський цар Езаргадон (Асархаддон) та скіфський Бартатуа створили союз проти кімрів та халкедонців. Внаслідок цього в 679—678 роках до н. е. кімерійці були розгромлені, і витиснуті до Малої Азії. Там кімри перше зустріли опір царя Лідії, але вже в 652 році до н. е. вони завоювали Лідію і пограбували цілу Малу Азію. Та в 637 році до н. е. ассирійці зі скіфами знищили силу кімрів, зменшуючи їх до частини в Каппадокії, яка залишилася надалі кімерійською. Місце кімрів у Малій Азії зайняли скіфи, які втрималися там аж до 606 року до н. е., за винятком двох областей у Вірменії: Сакасена та Скитена, що залишилися скіфськими назавжди.
М. Ростовцев каже, що кімри посувалися в південному та західному напрямі задовго ще до навали скіфів. Ґрунтуючись на ассирійських джерелах, М. Ростовцев схиляється до думки, що кімри з'явилися в Малій Азії десь у VIII ст. до н. е., отже, до приходу туди скіфів. Та і Страбон також свідчить, що кімри зайшли до Малої Азії через Дакію і Дарданелли.
М. Ростовцев, боронячи теорію, за якою скіфи витиснули кімрів з України, все ж визнає, що не витиснули їх з Кубані. Він знайшов сотні доказів у кубанських могилах, що кімри жили на Кубані до приходу скіфів і після їхнього приходу, іншими словами, кімри були ніхто інший, як споконвічне автохтонне населення України — нащадки трипільців.
Зрештою, М. Ростовцев сам напів-визнає це. У своїй книзі «Iranians and Greeks in South Russia» він пише: «Нема ніяких свідоцтв ані про час, коли кімри вперше з'явилися в Україні, ані про час, коли її покинули, ані про їхню національність, ані про те, чи вони були автохтонами України чи зайдами». Він все ж визнає кімрів індоєвропейським народом — фракійцями на підставі того факту, що в Босфорській державі царі мали фракійські імена, а так само багато людей з фракійськими іменами були серед населення Танаїсу за римських часів.
Згодом кімерійці змішалися з місцевим населенням. Можливо, частина з них залишилася в гірській частині Криму і стала предками таврів.

## Писемні джерела

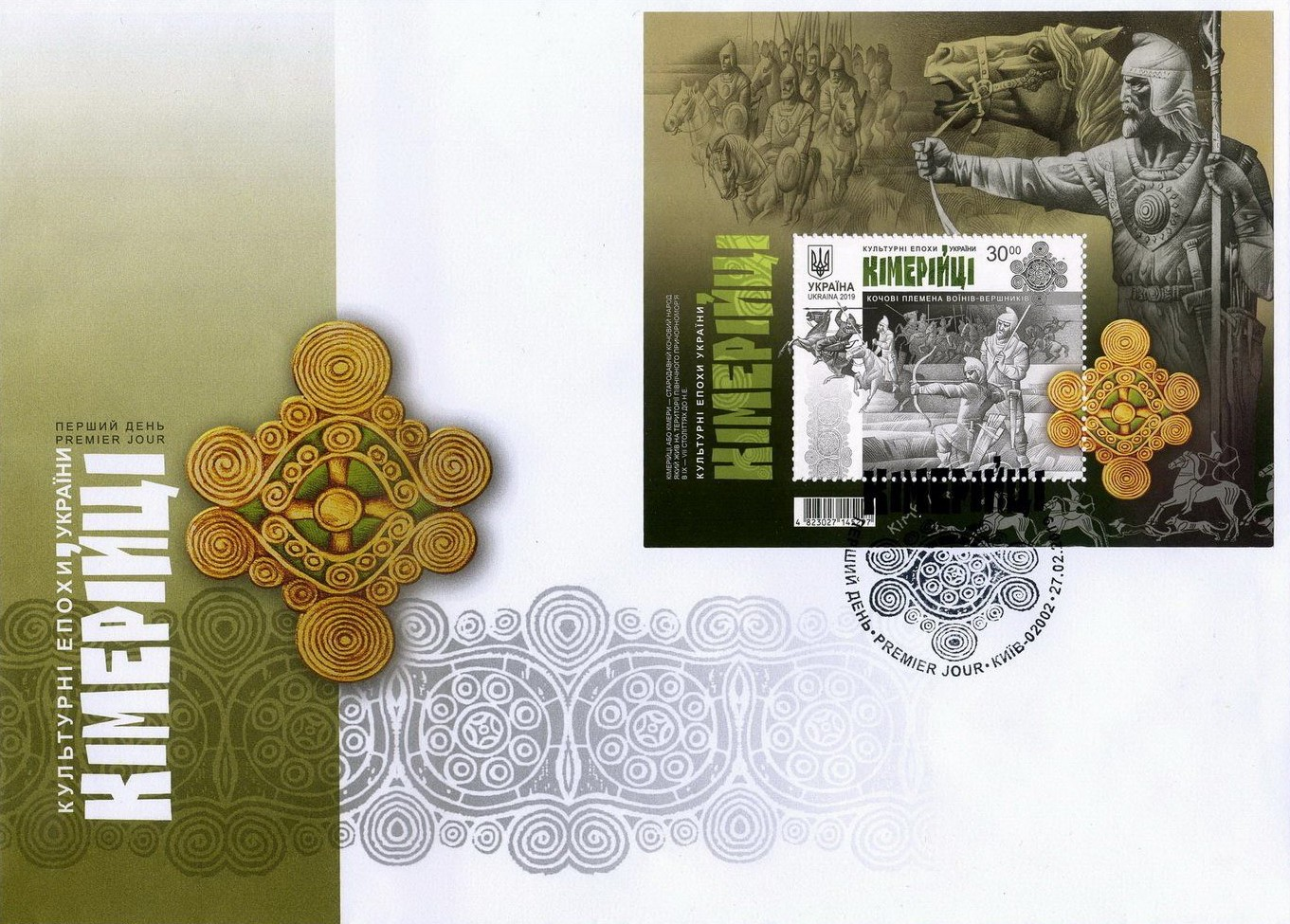
Конверт першого дня України (2019), присвячений кімерійцям, з поштовим блоком

- Геродот у V ст. до РХ, називає кімерійців «Дивними козодоями» та мовить про могили кімерійських царів на Дністрі.
- Діонісій Перієгет[en], «Periegesis» (Дионисий Периегет. написано у 124 р.)(Dion., с. 652—710): « …у Савроматії ж, як сусіди, живуть сінди, кімерійці, керкетії, торети…» Дионисий. Описание населенной земли/ Пер. И. П. Цветкова // ВДИ. 1948. № 1.

А також автори початку першого тисячоліття н. е.:
- Прісциан Цезарійський, Priscianus Caesariensis «Опис Землі»(с. 644—721) (переклад трактата Діонісія): «…вони савромати живуть поблизу сарматської річки Танаїс, з ними межують також сінди й кімерійці» ; Присциан. Землеописание / Пер. И. П. Цветкова / / ВДИ. 1949. № 4.
- Руфій Фест Авіен «Опис земного кола» (Avienus, Ruf(i)us Festus. Descriptio orbis), переклад трактата Діонісія (с. 852—891): «найближчі до Танаїсу місцевості займають кімерійці й сінди» ; Руфий Фест Авиен. Описание земного круга / Пер. В. В. Латышева // ВДИ, 1949. № 4.
- Також існують вавилонські, урартські, юдейські, перські писемні джерела про кімерійців.

## Археологія
На певних етапах існування кімерійці відповідають археологічній Кизил-кобинській культурі. Щодо відповідності у степах Надчорномор'я то точаться дискусії щодо відповідності Катакомбній або Зрубній культурі.
Археологічні дослідження в степовій частині південної України виявили тут численні пам'ятки генетично пов'язаних між собою сабатинівської культури (15–13 ст. до н. е.), білозерської культури (12 — 10 ст. до н. е.) та поховань пізніх кімерійців (9–7 ст. до н. е.). На думку українських археологів, результати цих досліджень засвідчують, що територія Кімерії поступово розширювалась, а її ядром була степова частина України від пониззя Дунаю до Приазов'я, включаючи Крим.
В ході розкопок, які проводяться з 2009 року за дорученням Японо-Анатолійського археологічного інституту під керівництвом Університету імені Ахі Еврана (м. Кіршехір, Туреччина), в центральній провінції Туреччини Кириккале були виявлені нові знахідки, що свідчать про те, що село Бюклюкале було першим поселенням кімерійців в Анатолії. Прихід кімерійців до Анатолії згадується також у книзі Геродота, відомого як «батько історії».
Кімерійську культуру історично засвідчених кімерійців пов'язують з пізнім етапом білозерської культури. Микола Чмихов виділяє чорногорівський (від Чорногорівського бронзового скарбу у могилі біля хутора Чорногорівського у межах сучасного смт Ямпіль на півночі Донецької області) й новочеркаський (від скарбу бронзових виробів виявлений у Новочеркаську на Донщині) ступені кімерійської культури.

## Вплив на генезу інших народів
Вчені говорять про походження булгар від кімерійців (кімерії). На це вказують записи в античній «Історії монаха Спиридона» й в «Історії Зографа» (Зографський монастир), кімерійський цар Колед, мав двох синів: Брема та Болга. Після війни зі скіфами, частина кімерів переселилася на захід, де Брем захопив західноєвропейські землі. Кельти та бритони стали наступниками Брема. Це підтверджується самоназвою кельтського народу валлійці Британії — кимри. Інша частина кімрів на чолі з Болгом, за свідченням цих джерел, переселилися на південь й оселилися на Балканах. Археологічні розкопки виявили столицю Болга Казанлак у центральній Болгарії.

## Вшанування
У містах Харків, Костянтинівка та Миколаїв є вулиця Кімерійська.

### Монографії. Статті
- Алексеев А. Ю., Качалова Н.К, Тохтасьев С. Р. Киммерийцы: этнокультурная принадлежность. Санкт-Петербург, 1993.
- Горбенко, К. В. Археологічні дослідження на території городища Дикий сад у 2011—2012; 2013—2014 рр. Миколаїв.
- Гребенников, Ю. С. Киммерийцы и скифы Степного Побужья (ІХ-III вв. до н.э.). НАН України, Ін-т археології. Николаев, 2008.
- Коваленко Н. А. Кіммерійська ономастика. Київ, 1998.
- Материалы по археологии, истории и этнографии Таврии. Выпуск II. Симферополь, 1991.
- Махортых, С. В. Киммерийцы на Северном Кавказе. Киев, 1994.
- Махортых, С. В. Культурные контакты населения Северного Причерноморья и центральной Европы в киммерийскую эпоху. Киев, 2003.
- Тереножкин, А. И. Киммерийцы. Киев, 1976.
- Boardman, John; Edwards, I. E. S. The Cambridge Ancient History. Volume 3. Part 2. Cambridge University Press, 1991.
- Diakonoff I.M. The Cimmerians // Acta Iranica, 1981, № 21.
- Ivanchik A.I. Cimmerians and Scythians. 2001.
- Krzewińska, Maja та ін. (3 жовтня 2018). Ancient genomes suggest the eastern Pontic-Caspian steppe as the source of western Iron Age nomads. Science Advances. American Association for the Advancement of Science. 4 (10): eaat4457. Bibcode:2018SciA....4.4457K. doi:10.1126/sciadv.aat4457. ISSN 2375-2548. PMC 6223350. PMID 30417088.

### Довідники
- Енциклопедія українознавства : Словникова частина : [в 11 т.] / Наукове товариство імені Шевченка ; гол. ред. проф., д-р Володимир Кубійович. — Париж — Нью-Йорк : Молоде життя, 1955—1995. — ISBN 5-7707-4049-3.
- Енциклопедія історії України : у 10 т. / редкол.: В. А. Смолій (голова) та ін. ; Інститут історії України НАН України. — К. : Наукова думка, 2003—2019. — ISBN 966-00-0632-2.
- Гаврилюк Н. О. Гіміррі [Архівовано 16 січня 2017 у Wayback Machine.] // Енциклопедія історії України. Київ, 2004, Т. 2, С. 106—107.
- Іванчик, А. І. Кімерійці [Архівовано 17 серпня 2016 у Wayback Machine.] // Енциклопедія історії України. Київ, 2007, Т. 4, С. 325.
- Черняков, І. Т. Кімерія, Кімерійська земля (країна) [Архівовано 17 серпня 2016 у Wayback Machine.] // Енциклопедія історії України. Київ, 2007, Т. 4, С. 326.
- Кімери, кімерійці [Архівовано 15 вересня 2020 у Wayback Machine.] // Українська мала енциклопедія. Буенос-Айрес, 1959, Т. 3, С. 641—642.